# هيرومو ناروسي
هيرومو ناروسي (باليابانية: 成瀬弘؛ بالكانا: なるせ ひろむ) هو سائق سباق ومهندس ياباني، ولد في 1944 في اليابان، وتوفي في 23 يونيو 2010 في Boos, Mayen-Koblenz ‏ في ألمانيا بسبب حادث مرور.